# Irma Machinja
Irma Georgievna Machinja (in russo Ирма Георгиевна Махиня?; Kudepsta, 6 settembre 2002) è una saltatrice con gli sci russa.

## Biografia
Attiva in gare FIS dall'agosto del 2015, la Machinja ha esordito in Coppa del Mondo l'11 gennaio 2020 a Sapporo (24ª); ai Mondiali juniores di Lahti/Vuokatti 2021 ha vinto la medaglia d'argento nella gara a squadre e ai successivi Mondiali di Oberstdorf 2021, suo esordio iridato, si è classificata 23ª nel trampolino normale, 30ª nel trampolino lungo, 6ª nella gara a squadre e 7ª nella gara a squadre mista. L'anno dopo ai XXIV Giochi olimpici invernali di Pechino 2022, sua prima presenza olimpica, ha vinto la medaglia d'argento nella gara a squadre mista e si è piazzata 10ª nel trampolino normale; il 25 febbraio dello stesso anno ha colto nella gara a squadre di Hinzenbach il primo podio in Coppa del Mondo (2ª).

## Palmarès

### Olimpiadi
- 1 medaglia:
  - 1 argento (gara a squadre mista a Pechino 2022)

### Mondiali juniores
- 1 medaglia:
  - 1 argento (gara a squadre a Lahti/Vuokatti 2021)

### Coppa del Mondo
- Miglior piazzamento in classifica generale: 34ª nel 2021
- 1 podio (a squadre):
  - 1 secondo posto